# Никитина, Варвара Владиславовна
Варва́ра Владисла́вовна Ники́тина (род. 9 августа 1970, Москва, СССР) — российский каскадёр, киноактриса и постановщик трюков, принятая в члены профессиональной Ассоциации каскадёров России (2000), первая в России женщина — каскадёр, профессиональный постановщик трюков (2006), Вице-президент Гильдии каскадёров при Союзе кинематографистов России (2013).

## Биография
Родилась в Москве, в семье фотографа Никитина Владислава Ивановича (род. 1942) и корректора Лидии Дмитриевны (род. 1948).
Мастер спорта по художественной гимнастике.
Имеет два высших образования: закончила Московский горный университет (сегодня – Горный институт НИТУ «МИСиС») в 1995 г. и Академию им. Плеханова (2003).
Стаж в трюковом кино с 1990 года (первая работа в качестве каскадера — фильм «Зверобой» режиссёра Андрея Ростоцкого).
Специализация — сценическое движение, акробатика, работа с пиротехникой и огнём, работа под водой, альпинистская подготовка, работа с авто, работа с тросами и специальным трюковым оборудованием (в том числе пневматическим).
В 2000 вместе с мужем Алексеем Силкиным и каскадёром Сергеем Нефёдовым организовала студию каскадёров «VARVARA-STUNT».
В 2001 году — исполнительный директор международного фестиваля каскадеров на IV МКФ «Бригантина» в г. Бердянске.
С 2006 года — постановщик трюков Ассоциации каскадёров России.
C 2013 года — член Союза кинематографистов России и Вице-президент Гильдии каскадёров России при Союзе кинематографистов России (правопреемник Ассоциации каскадёров России).

### Личная жизнь
Замужем за постановщиком трюков Силкиным Алексеем Владимировичем (род. 1977).
Дочь — Силкина Маргарита Алексеевна (род. 1997), актриса, студентка продюсерского факультета.

## Фильмография

### Каскадёр
| - 1990 — Зверобой - 1990 — Похороны Сталина - 1993 — Убийца - 1993 — Пистолет с глушителем - 1994—95 — В чистом поле четыре воли - 1994 — Волшебный фонарь - 1994 — Полицейская академия 7: Миссия в Москве / Police Academy: Mission to Moscow - 1994 — Железный занавес - 1995 — Карнавальная ночь 2 - 2000 — Марш Турецкого (телесериал) - 2001 — Клип группы «Тату» «Нас не догонят» - 2002 — Тайный знак (телесериал) - 2002 — Жизнь продолжается (телесериал) - 2003 — Москва. Центральный округ (телесериал) - 2004—2005 — Виола Тараканова. В мире преступных страстей (телесериал) - 2004 — Формула (телесериал) - 2005 — Дневной дозор - 2007 — Жестокость - 2007 — Морская душа (телесериал) - 2006 — Доктор Живаго (телесериал) - 2006 — Самый лучший фильм - 2007 — Скажи мне это по-русски | - 2008 — Кабы… - 2008 — Царь - 2009 — Хозяйка тайги (телесериал) - 2010 — Любовь в большом городе 2 - 2011 — Брак по завещанию. Возвращение Сандры (телесериал) - 2011 — Свадьба по обмену - 2012 — 20 лет без любви (телесериал) - 2012 — Верю (телесериал) - 2012 — Собачья работа (телесериал) - 2012 — Условия контракта (телесериал) - 2012 — Кухня (телесериал) - 2012 — Дурная кровь (телесериал) - 2013 — Улыбка пересмешника (телесериал) - 2013 — Розыск (телесериал) - 2013 — Вера. Надежда. Судьба (телесериал) - 2013 — Самбо (телесериал) - 2014 — Молодая гвардия (телесериал) - 2014 — Господа полицейские (телесериал) - 2014 — Моя Москва (фильм) - 2014 — 72 часа (фильм) - 2015 — Битва с экстрасенсами (фильм) - 2015 — Код Каина / The Code of Cain - 2016 — Пес Рыжий (фильм) - 2016 — Джимини - 2016 — Чужая кровь - 2016 — Спящие (телесериал) - 2017 — Бабушка лёгкого поведения - 2018 — Команда Б (фильм) | - 2006—2007 — Человек без пистолета (телесериал) - 2008 — Национальное достояние (телесериал) - 2011 — Компенсация - 2012 — Ирония любви - 2010—2011 — Здесь кто-то есть (телесериал) - 2011—2012 — Закрытая школа (телесериал) - 2013 — Всё включено 2 - 2013 — Белый ягель - 2013 — Ч/Б - 2013 — Беглецы - 2014 — Между двух огней (телесериал) - 2014 — Алена (фильм) - 2015 — Битва с экстрасенсами (фильм) - 2015 — SOS, Дед Мороз или Всё сбудется! - 2016 — Пятница - 2016 — Певица (телесериал) / Співачка - 2017 — Бабушка лёгкого поведения - 2017 — Новогодний переполох - 2018 — Кольцо с рубином (телесериал) / Обручка з рубіном - 2019 — Бабушка лёгкого поведения 2 - 2020 — (Не)идеальный мужчина - 2020 — Магомаев - 2020 — Человек из Подольска - 2021 — Прабабушка лёгкого поведения. Начало |

## Награды и номинации
1 место в числе команды каскадеров города Москвы в номинации «Лучший трюковой ролик» на Международном фестивале каскадеров на IV МКФ «Бригантина» в Бердянске в 2001 году, дважды номинант на премию «Таурус» (лучшие трюки в иностранном фильме) в числе группы каскадеров фильмов «Код Каина» (в 2016 году) и «Пес Рыжий» (в 2017 году).
Премия Альтер Эго 2022 - Номинация "За вклад в профессию"
Премия Альтер Эго 2022